# 粗叶木
粗叶木（学名：Lasianthus chinensis），又名白果雞屎樹，为茜草科粗叶木属下的一种常綠灌木，高可達2.5米，單葉對生，呈橢圓形，花白色，聚繖花序，結紫黑色核果。

## 扩展阅读
- 維基物種上的相關：粗叶木